# Must B 21
Must B 21 — второй сольный студийный альбом will.i.am'а, лидера группы Black Eyed Peas, выпущенный 23 сентября 2003 года. Альбом был первоначально доступен только на виниле, а CD релиз состоялся в декабре 2003 года.

## Список композиций
1. «Take It» (при участии KRS-One) — 2:49
2. «Nah Mean» (при участии Phife) — 3:48
3. «B Boyz» (при участии MC Supernatural) — 2:56
4. «Here To Party» (при участии Flii, Planet Asia и Kron Don) — 3:12
5. «Bomb Bomb» (интерлюдия) — 0:23
6. «Bomb Bomb» (при участии MC Supernatural) — 3:25
7. «Swing By My Way» (при участии John Legend) — 3:49
8. «It’s OK» (при участии Triple Seven и Dante Santiago) — 3:39
9. «Mash Out» (интерлюдия) — 0:39
10. «Mash Out» (при участии MC Lyte и Fergie) — 3:09
11. «Ride Ride» (при участии John Legend) — 3:16
12. «Sumthin' Special» (при участии Niu, Dante Santiago и Taboo) — 3:55
13. «Sumthin' Special» (интерлюдия) — 0:50
14. «I’m Ready (Y’All Aint Ready For This)» (при участии Tash и MC Supernatural) — 3:40
15. «We Got Chu» (при участии Planet Asia и Flii) — 3:52
16. «Go!» (интерлюдия) — 1:32
17. «Go!» — 3:54